# Просеки (Краснопольский район)
Просеки (укр. Просіки) — село,
Краснопольский поселковый совет,
Краснопольский район,
Сумская область,
Украина.
Население по данным 1979 года составляло 60 человек.
Село ликвидировано в ? году.

## Географическое положение
Село Просеки находится на границе с Россией,
На расстоянии в 1 км расположено село Высокое.
Рядом проходит железная дорога, станция Пушкарное в 1-м км.

## История
- ? — село ликвидировано.